# Early Mornin' Stoned Pimp
Early Mornin' Stoned Pimp è il terzo album in studio del cantante e rapper statunitense Kid Rock, pubblicato nel 1996.

## Antefatti
Le sessioni di registrazione videro Kid Rock al lavoro con la cantante rhythm and blues Thornetta Davis, che sostiene di avergli consigliato di non inserirla nei crediti, per via dei testi compromettenti del brano "Paid", ma l'autore ignorò la richiesta. Il titolo dell'album trae ispirazione da un'affermazione dell'ingegnere Bob Ebeling, che una volta disse a Kid Rock, colto in un momento d'insonnia, alcolismo e tossicodipendenza, "Sei un lenone mattiniero e sballato." Le sessioni di registrazione furono la prima occasione in cui l'autore lavorò con Jimmie "Bones" Trombly, che poco dopo entrò a far parte del suo gruppo di supporto, Twisted Brown Trucker.
Il brano "Jackson, Mississippi" fu registrato in origine per questo album, ma la sua pubblicazione fu rimandata, e poi venne inserito nella lista tracce dell'album omonimo, nel 2003.

## Descrizione
Early Mornin' Stoned Pimp fu considerato da MTV "[una] collezione eclettica di influssi funk, rap e rock." Fu l'album della carriera del rapper con maggiori elementi rock all'epoca, e ha permesso all'autore di consolidare lo stile rap rock con cui sarebbe divenuto celebre in seguito, una volta entrato nei grandi giri musicali, ma ha dato a Kid Rock anche la possibilità di far evolvere la propria immagine redneck.
La title track "ha messo in evidenza il perfezionamento dell'immagine pubblica dell'autore", secondo l'autore di The Village Voice Chaz Kangas. I testi contengono anche dissing al cantante country Billy Ray Cyrus. "Where U At Rock?" contiene riferimenti al filosofo Ayn Rand.
Nell'opera di Chuck Eddy Rock and Roll Always Forgets: A Quarter Century of Music Criticism, la musica di Early Mornin' Stoned Pimp è definita da elementi vocali e strumentali come "blaxploitation wah-wah sinfonici in discesa", "racconti hardboiled in stile boogie woogie", "sirene al sintetizzatore", "registrazioni vocali di Peter Frampton", "colpi di fucile [e] organi da film di spie". Eddy attribuì all'album influenze da parte di Blowfly, Rudy Ray Moore, Swamp Dogg, Parliament e the dozens.
I testi del brano "Black Chick, White Guy" parlano di una relazione adolescenziale del cantante con una compagna di classe di nome Kelley South Russell, con cui ebbe in seguito un figlio, e contribuì a provvedere a un figlio nato da una precedente relazione, ma poi ruppe con lei, dopo aver saputo che un terzo ragazzo a cui provvedeva non era loro parente, e poi prese custodia del figlio Robert James Ritchie Jr.; questi eventi divennero fonte d'ispirazione per il brano, che ne parla in modo critico, anche se la ragazza negò alcune considerazioni su di lei nei testi.

## Pubblicazione
Secondo Kid Rock, che distribuì l'album in persona, Early Mornin' Stoned Pimp vendette 14,000 copie. Il disco non fu proposto per alcuna forma di vendita, dopo la messa a disposizione del catalogo del rapper su iTunes.

## Accoglienza
AllMusic, che non recensì l'album, gli diede due stelle e mezzo su cinque. L'autore di The Village Voice Chaz Kangas considerò la title track un "classico", scrivendo, "Il motivo della buona qualità del brano è la confidenza del cantante nelle sue stesse capacità, e la presenza di vari riferimenti musicali non è dettata dalla nostalgia o da 'tributi', ma piuttosto dalla volontà del rapper di incorporare elementi vocali e strumentali in grado di andare oltre le proposte dell'epoca."

## Tracce
1. Intro – 0:50
2. Early Mornin' Stoned Pimp (feat. Joe C. e Tino) – 7:18
3. Paid – 5:15
4. I Wanna Go Back – 5:14
5. Live (feat. Esham) – 2:34
6. Detroit Thang (feat. The Howling Diablos) – 6:22
7. Ya Keep On – 3:55
8. Shotgun Blast – 2:18
9. Freestyle Rhyme – 3:57
10. Classic Rock – 2:42
11. My Name Is Rock – 4:30
12. Where U At Rock – 5:08
13. Krack Rocks (feat. Uncle Kracker) – 4:09
14. The Prodigal Son Returns – 3:16
15. Black Chick, White Guy – 7:10
16. Outro – 0:38

## Crediti
- Kid Rock - voce
- Uncle Kracker - turntables
- Andrew Nerha - chitarra e batteria
- Chris Peters - chitarra
- Bob Ebeling - batteria
- Marlon Young - basso
- Jimmie Bones - pianoforte
- Eddie Harsch - organo elettrico
- Thornetta Davis - voce di sottofondo